# Retinella
Retinella é um género de gastrópode  da família Zonitidae.
Este género contém as seguintes espécies:
- Retinella stabilei